# Клаузен-Лєопольдсдорф
Клаузен-Лєопольдсдорф (нім. Klausen-Leopoldsdorf) — муніципалітет у Нижній Австрії, в окрузі Баден. На площі 60,03 км² якого проживає 1677 жителів (на 1 січня 2023 р.).

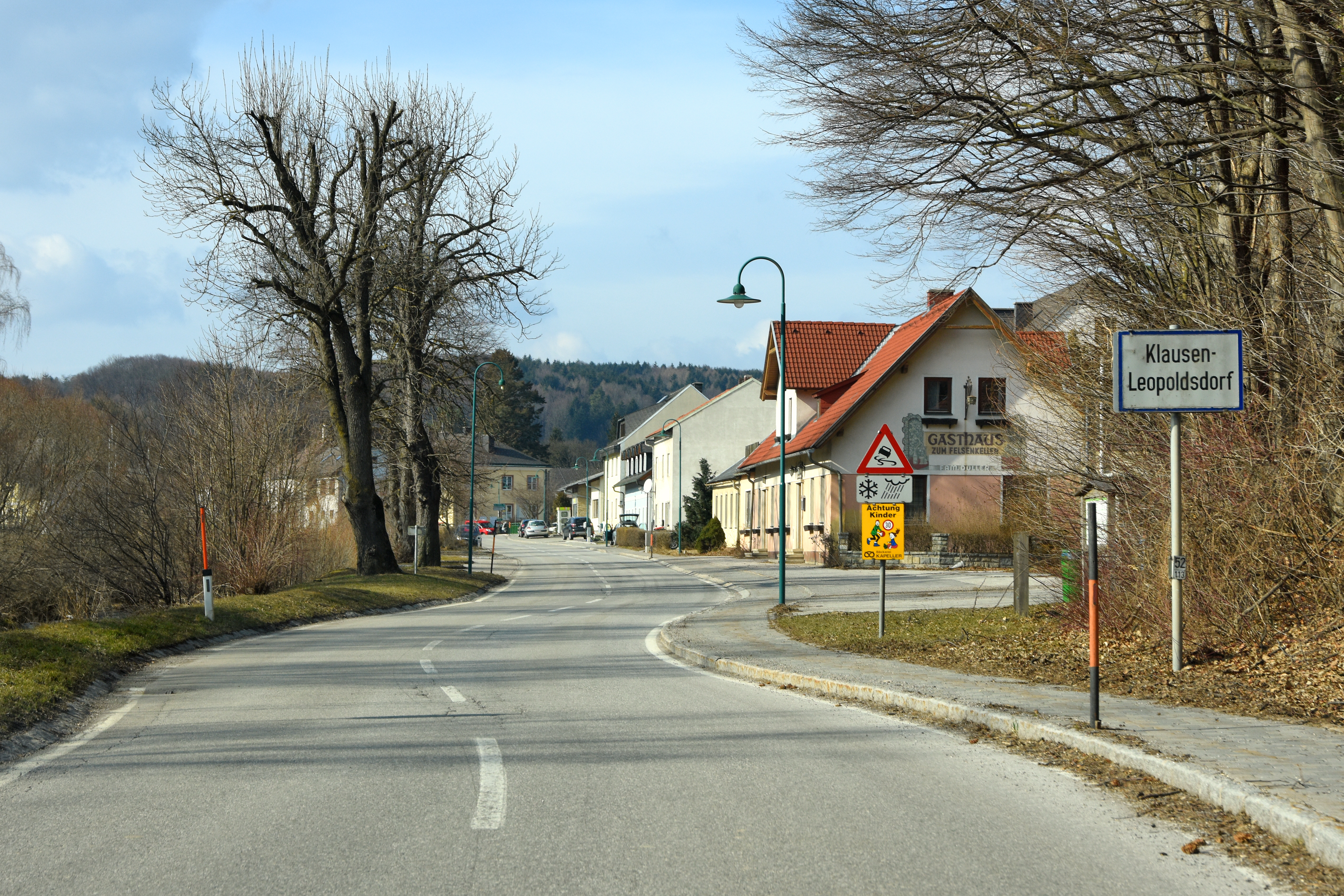
Східний в'їзд до міста.

## Географія
Муніципалітет Клаузен-Лєопольдсдорф розташований у верхній течії річки Швехат у Віденському лісі. Розташоване на висоті 375 метрів над рівнем моря, село оточене лісистими горами Віденського лісу висотою від 400 до 500 метрів. Є чотири переходи в сусідні долини: на захід через Фюрстхоф до Лаабен, на північний захід через Хошстраф до Альтленгбах, на північ до Pressbaum і на північний схід через «писаний бук» до Груберау. Понад вісімдесят відсотків площі шістдесяти квадратних кілометрів займає ліс, трохи більш як десять відсотків використовується для сільського господарства.

## Культура і пам'ятки

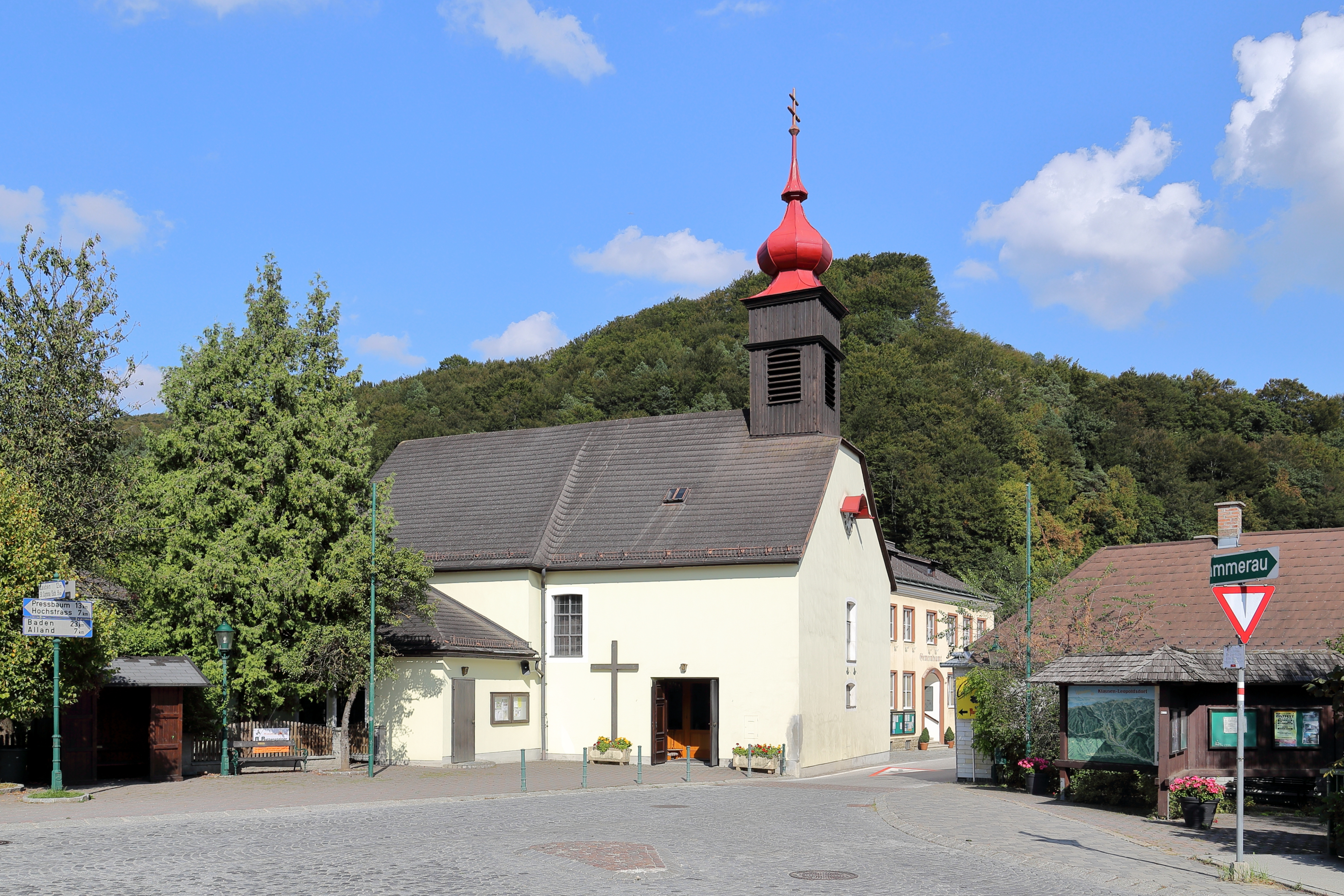
Клаузен-Леопольдсдорфська парафіяльна церква
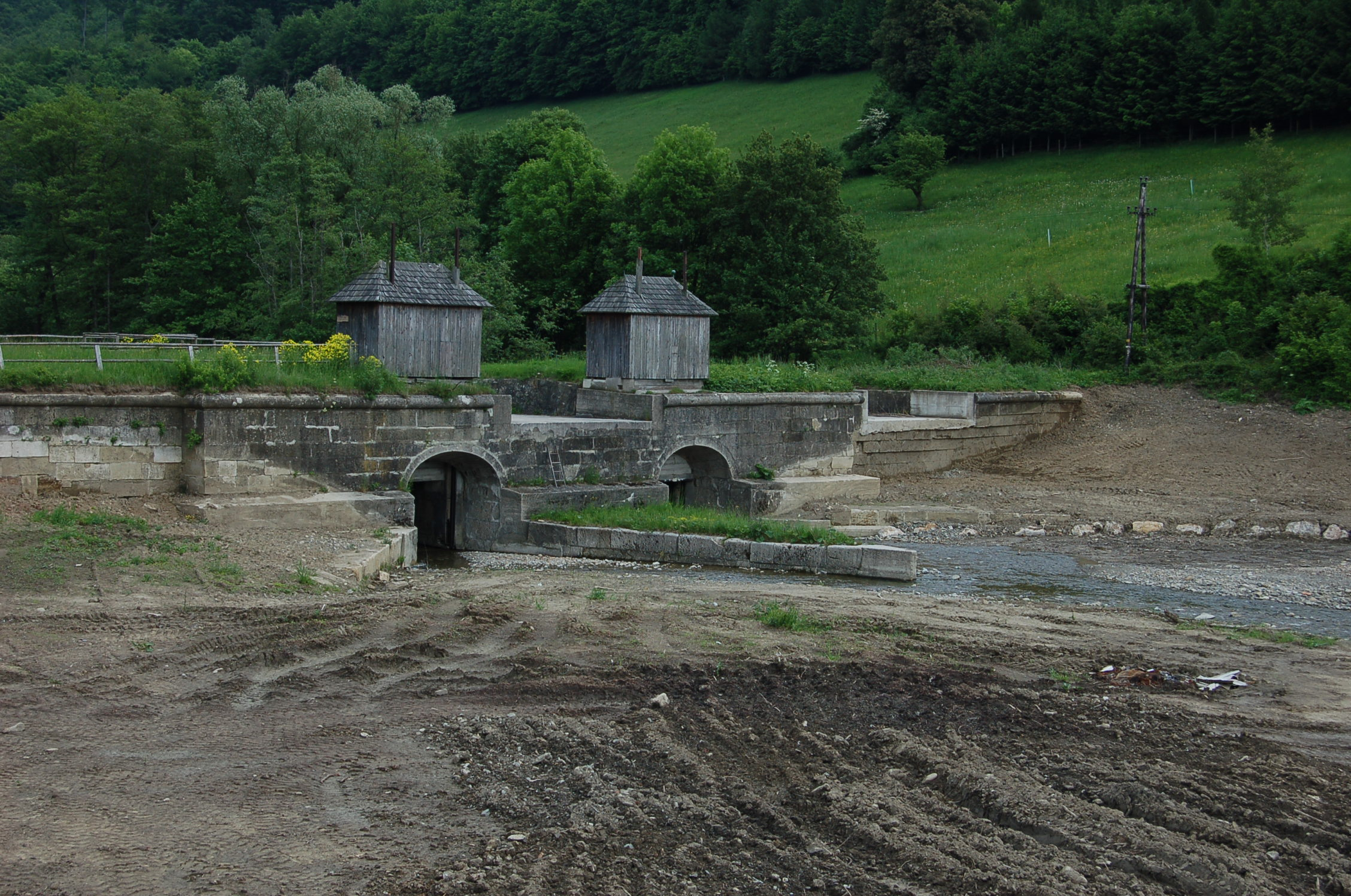
Головний скит лісозаводу Клаузен-Леопольдсдорф